# Gueorgui Abramov
Pour les articles homonymes, voir Abramov.
Gueorgui Andreievitch Abramov (en russe : Георгий Андреевич Абрамов) est un baryton soviétique. Il a été nommé artiste émérite de la RSS de Russie en 1944.

## Biographie
Gueorgui Abramov naît à Moscou le 12 avril 1903 (30 mars en calendrier julien). Après avoir travaillé dix ans comme serrurier (de 1918 à 1928), il intègre en 1931 le conservatoire de Moscou. Il chantera dès lors, comme soliste, dans le chœur de la radio soviétique. Cependant, il chante aussi avec d'autres ensembles, comme les Chœurs de l'armée rouge. Il donne de nombreux concerts, où il interprète notamment des chansons de compositeurs soviétiques, mais aussi des airs d'opéras classique. Il est employé de l'Institut pédagogique de musique de Moscou entre 1954 et 1958. En 1959, il fait une grande tournée en Pologne, Roumanie, Hongrie et RDA. Il meurt en 1966, à 63 ans.

## Quelques chansons
- Ah, les Chemins... (chanson dont il fut le premier interprète)
- Berceuse
- Chanson du vieux vétéran
- De belles fleurs dans le jardin (chanson dont il fut le premier interprète)
- De la Volga au Don
- Hymne de la jeunesse démocratique (chanson dont il fut le premier interprète)
- L'accordéon solitaire [3]
- La forêt de Briansk [4]
- Le bruissement des pins
- Le joyeux tankiste
- Nous étions quatre amis

## Récompenses
- Médaille pour la Défense de Moscou
- Médaille pour son travail lors de la Seconde Guerre mondiale
- Médaille « en mémoire du huitième centenaire de Moscou »